# Bomba aérea

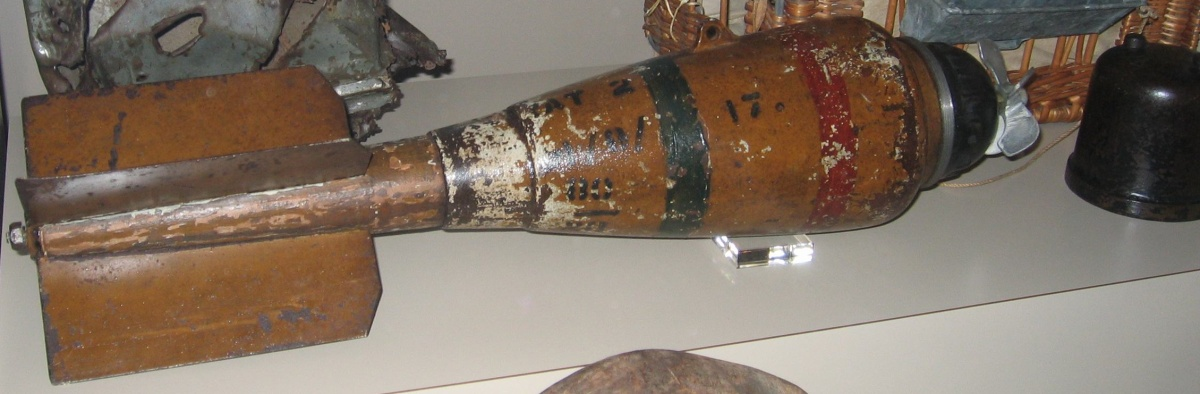
Una British Cooper de, bomba utilizada durante la Primera Guerra Mundial.

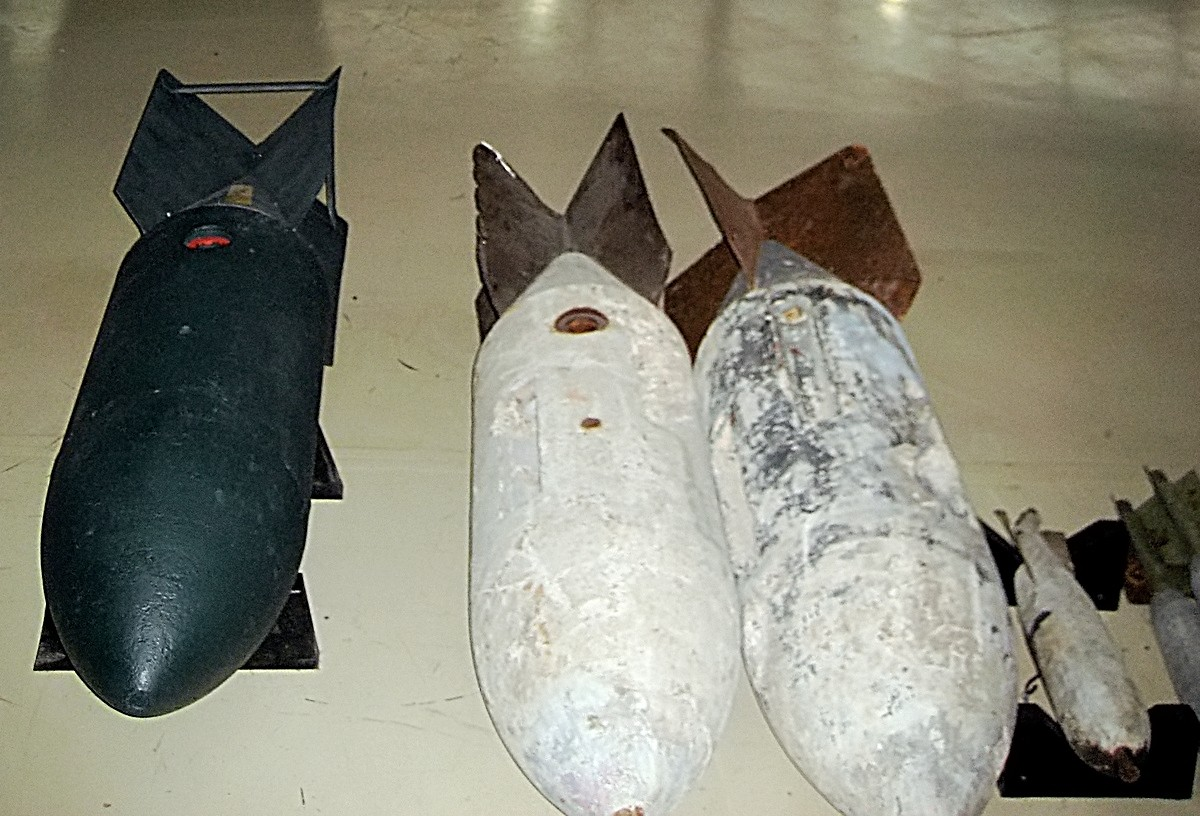
Bomba alemana de la Segunda Guerra Mundial: explosivo a la izquierda, y bombas de práctica de hormigón (250 kg y 50 kg), Colección de aviones de las Fuerzas Armadas de Noruega (2007).

Una bomba aérea es un tipo de arma explosiva o incendiaria destinada a viajar por el aire en una trayectoria predecible. Los ingenieros suelen desarrollar este tipo de bombas para lanzarlas desde un avión.
El uso de bombas aéreas se denomina bombardeo aéreo.

## Tipos de bombas
Las bombas aéreas incluyen una amplia gama y complejidad de diseños. Estos incluyen bombas de gravedad no guiadas, bombas guiadas, bombas lanzadas a mano desde un vehículo, bombas que necesitan un gran vehículo de entrega especialmente construido; bombas integradas con el propio vehículo (como una bomba deslizante), de detonación instantánea o de acción retardada.
Al igual que con otros tipos de armas explosivas, las bombas aéreas tienen como objetivo matar y herir a personas o destruir material mediante la proyección de una o más explosiones, fragmentación, radiación o fuego hacia el exterior desde el punto de detonación.

## Primeras bombas

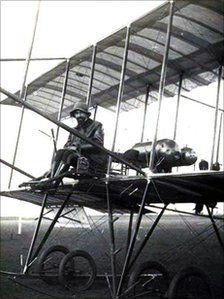
Giulio Gavotti en un biplano Farman, Roma 1910.

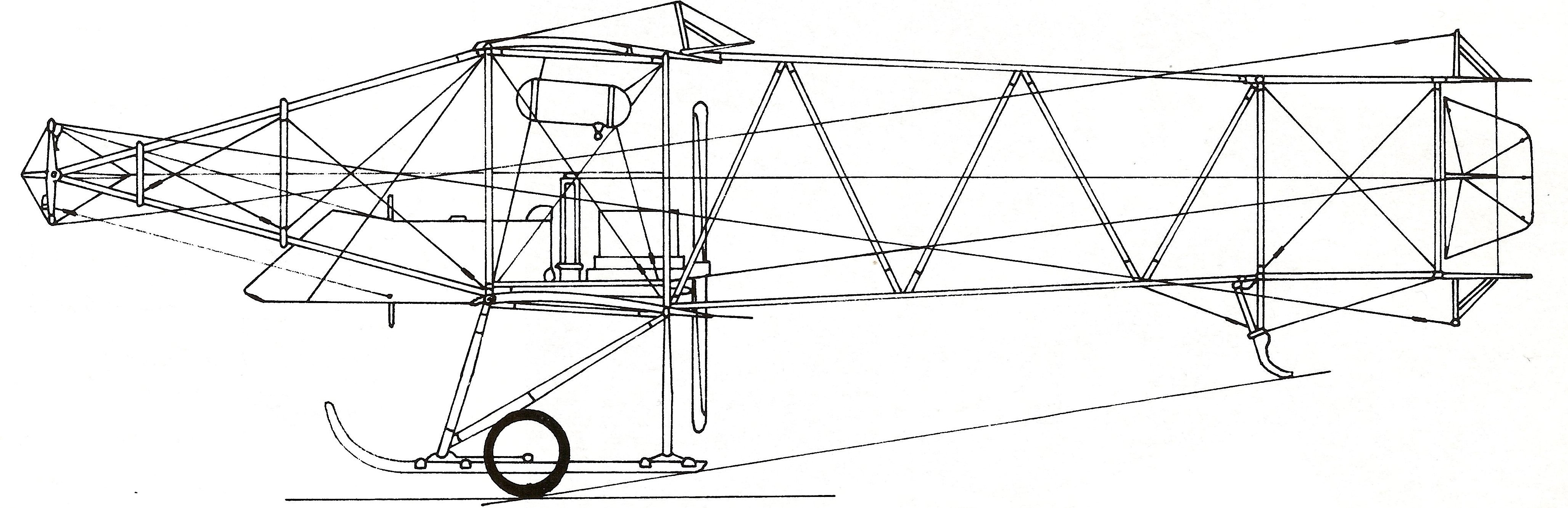
Albatros F-2, el primer avión utilizado como bombardero.

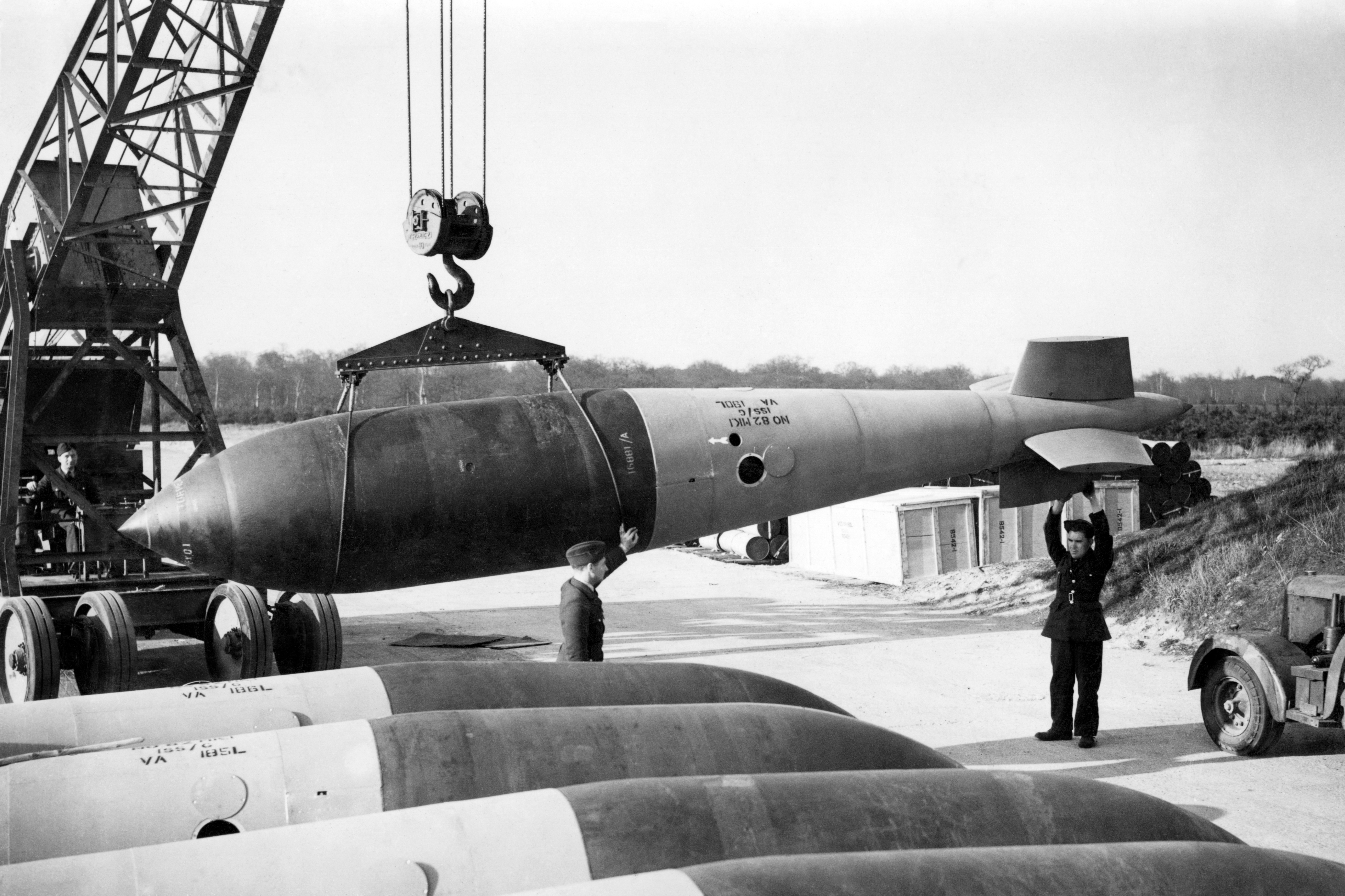
Bomba "Grand Slam" de la Royal Air Force, principios de 1945.

Las primeras bombas lanzadas a sus objetivos por aire fueron bombas individuales transportadas en globos aerostáticos no tripulados, lanzadas por los austriacos contra Venecia en 1849 durante la primera guerra de Independencia de Italia.
Las primeras bombas lanzadas desde un avión más pesado que el aire fueron granadas o dispositivos similares a granadas. Históricamente, el primer uso fue por parte de Giulio Gavotti el 1 de noviembre de 1911, durante la Guerra Italo-Turca.

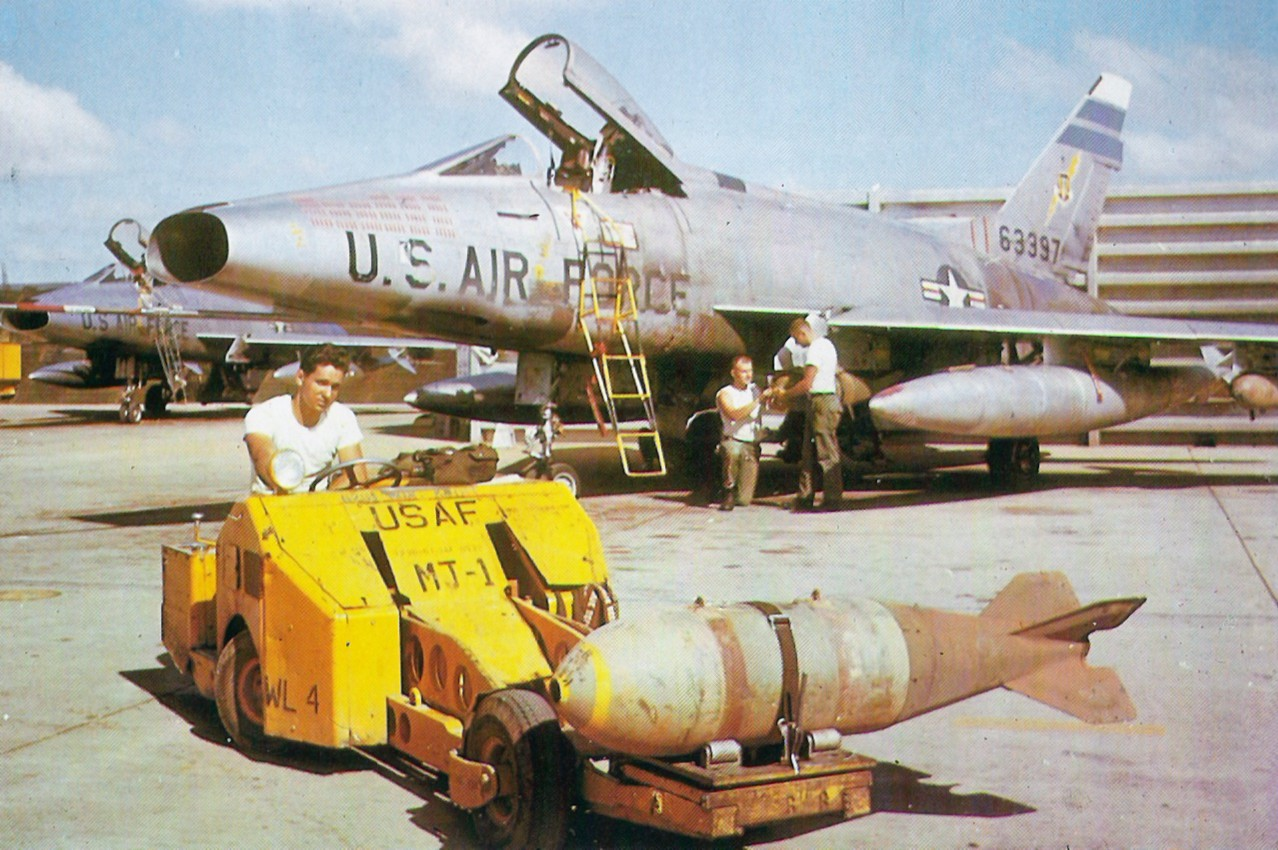
Un F-100 Super Sabre del 308th TFS, cargado con bombas Mk 117 de 750 lb (340 kg), Base Aérea Tuy Hoa, Vietnam del Sur (1966).

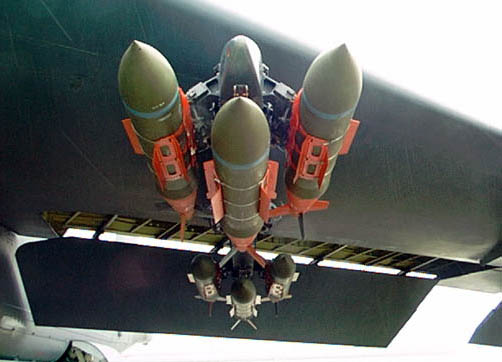
Bombas GBU-31 guiadas por JDAM modernas.

En 1912, durante la primera guerra de los Balcanes, el piloto de la Fuerza Aérea Búlgara Christo Toprakchiev sugirió el uso de aviones para lanzar "bombas" (llamadas granadas en el ejército búlgaro en ese momento) sobre posiciones turcas.  El capitán Simeon Petrov desarrolló la idea y creó varios prototipos adaptando diferentes tipos de granadas y aumentando su carga útil.
El 16 de octubre de 1912, el observador Prodan Tarakchiev lanzó dos de esas bombas sobre la estación ferroviaria turca de Karağaç (cerca de la sitiada Edirne) desde un avión Albatros F.2 pilotado por Radul Milkov, por primera vez en esta campaña.

## Descripción técnica
Las bombas aéreas suelen utilizar una espoleta de contacto para detonar la bomba al impactar, o una espoleta de acción retardada iniciada por el impacto.

## Fiabilidad
No todas las bombas lanzadas detonan; las fallas son comunes. Se estimó que durante la Segunda Guerra Mundial alrededor del 10% de las bombas alemanas no detonaron, y que las bombas aliadas tenían una tasa de falla del 15% o 20%, especialmente si golpeaban suelo blando y usaban un mecanismo de detonación tipo pistola en lugar de espoletas. Durante la guerra se lanzaron muchas bombas; cada año se descubren miles de bombas sin estallar que pueden detonar, particularmente en Alemania, y tienen que ser desactivadas o detonadas en una explosión controlada, en algunos casos requiriendo la evacuación de miles de personas de antemano. Las bombas viejas ocasionalmente detonan cuando se las molesta, o cuando una espoleta de tiempo defectuosa finalmente funciona, lo que demuestra que las precauciones siguen siendo esenciales cuando se trata de ellas.